# Lubomierz (Limanowa)
Pour les articles homonymes, voir Lubomierz (homonymie).
Lubomierz est une localité polonaise de la gmina de Mszana Dolna, située dans le powiat de Limanowa en voïvodie de Petite-Pologne.